# 鳥の子紙
鳥の子紙（とりのこし）とは、和紙の一種。主に画材や書道の用紙、また襖の上貼りなどに使用するもの。

## 鳥の子の由来

### 名前の由来
鳥の子の名の由来については、文安元年（1444年）成立の『下学集』では、「紙の色　鳥の卵の如し　故に鳥の子というなり」と説明している。また『撮壌集』には、「卵紙」と表記している。同様に「薄様」についても説明があり、鳥の子と区別していることから、鳥の子は厚手の雁皮紙（がんぴし）を指していたと考えられる。両集ともに厚様の説明が欠けていることから、平安時代から雁皮紙（がんぴし）の厚様を鳥の子と呼んでいたと考えられる。近世の『和漢三才図会』には、鳥の子に関して「俗に言う、厚葉、中葉、薄葉三品有り」と記して、すべての雁皮紙を鳥の子と呼んでいる。
鳥の子紙は、主に詠草（えいそう）の料紙（りょうし）や写経料紙に用いられ、時には公文書にも使用された。特に表面がなめらかで艶があり、耐久性に優れた美しいものであるため、上流階級の永久保存用の冊子を作るのに好んで用いられた。明治期の『大言海』には、「楮（こうぞ）トがんびトノ皮ヲ原料トシテ、漉キタル紙。今ハ三椏（みつまた）ヲ用イル」とある。近世の正保2年（1645年）刊行の『毛吹草』や元禄期の『諸国万買物（よろずかいもの）調方記』『製紙一覧』などによると、鳥の子の名産地として、越前、周防、摂津の名塩、近江の小山、和泉の天川の名をあげている。
明治初期の『貿易備考』には、近江の桐生、出雲の意宇の名をあげている。このほかに伊豆・美濃・土佐も雁皮紙（がんぴし）の産地として知られているが、「鳥の子」の紙名は用いていない。

### 雁皮紙
斐紙（ひし）と呼ばれていた雁皮紙（がんぴし）は、特にその薄様が平安時代に貴族の女性達に好んで用いられ、「薄様」が通り名となっていた。さらに平安末期には美紙と呼ばれるようになっている。男性的な楮の穀紙や奉書紙に対して、肌合いが優しくきめの細かい雁皮紙は、詠草（えいそう）料紙（りょうし）として愛用された。平安末期には、取り扱いが難しく手間のかかる麻紙（まし）が作られなくなり、楮の穀紙や雁皮紙にとって代わられ、雁皮紙も特に薄様が主流となっていた。この雁皮紙が鳥の子と称されるようになるのは、南北朝時代頃からである。
徳富蘇峰（猪一郎）氏所蔵（現 石川武美記念図書館所蔵 成簣堂文庫）の『雑事記』（嘉暦3年（1328年）頃の記録）に、「鳥の子色紙に法華経を書写した」との記述がある。「一色紙書写、法花一部在開結二経、四経、鳥子色紙令堺懸之」（『日本産業発達史の研究』小野晃嗣著 P29より）また、『愚管記』の延文元年（1356年）の条に、「料紙鳥子」とあり、さらに後崇光院の『看聞日記』永享7年（1431年）の条にも「料紙鳥子」の文字が見える。
平安の女性的貴族文化の時代から、中世の男性的武士社会にはいって、厚用の雁皮紙（がんぴし）が多くなり、薄様に対してこれを鳥の子紙と呼んだ。鎌倉末期から鳥の子の名称が一般化し、近世に入ると雁皮紙（がんぴし）はすべて鳥の子紙と呼ぶようになった。

## 越前鳥の子

### 紙王というべきか
『宣胤（のぶたね）卿記』の長享2年（1488年）の条に「越前打陰」（鳥の子紙の上下に雲の紋様を漉き込んだもので、打雲紙ともいう）、文亀2年（1502年）の条に「越前鳥子」の文字が記されている。「越前鳥子」の文字は他の史料にも多くあり、室町中期には越前の鳥の子が良質なものとして、持てはやされるようになっている。
元来、公式の文書は奉書紙などの楮（こうぞ）紙が用いられ、鳥の子紙が公式文書に使用されることはまれであった。
『雍州府志（ようしゅうふし）』には、「およそ　加賀奉書　越前鳥の子、是を以て紙の最となす」とあり、『和漢三才図絵』には、越前府中の鳥の子は、「紙肌滑らかにして書きやすく、性堅くして久しきに耐え、紙王というべきか」とある。近世にはいると、「薄様」の名も消えて、雁皮紙をすべて鳥の子と呼ぶようになる。ガンピ（ジンチョウゲ科の植物）の生育する北限は加賀で、都で鳥の子の名声が上がるにつれて、加賀や越前では限られた原料で、優れた技術にさらに磨きをかけて良質な鳥の子を生産して名産地としての名を築いた。材料難からガンピに近縁の三椏や楮を混ぜるようになり、現在では三椏（みつまた）を原料として漉かれている。

### 越前美術紙
江戸時代には、透かし紋様紙、漉き込み紋様紙（抜き紋様）、置き紋様紙（漉き掛け）あるいは皺紋加工などの技術が工夫されている。これらの地紙の技法と装飾加工を組み合わせたものが、いわゆる越前美術紙であり、漉き模様ふすま紙という。越前では、早くから大判の間似合紙（まにあいし）をつくっていた。間似合紙とは、襖障子の幅に間に合うという意から名付けられたもので、幅三尺二寸、であった。長さは時代により異なり、襖に対して八段貼り、六段貼りと徐々に大きくなり、明治16年（1883年）頃で四段貼りで、一尺六寸であった。襖障子を一枚貼りで貼ることができる、三尺幅で長さ六尺の大判ふすま紙、いわゆる三六判は、江戸の皺紋を特徴とする岩石唐紙で始まっている。
岩石唐紙をさらに改良したものが泰平紙で、これをさらに明治時代に入って改良発展させたものが楽水紙である。この事については、後でくわしく述べる。明治時代に入っての東京の楽水紙の評価が高まるにつれ、長い伝統に誇りを持つ越前でも一枚貼りの大判のふすま紙の開発に関心が高まり、明治18年（1885年）に福井県今立町新在家（現越前市新在家町）の高野製紙場で、手漉襖張大紙を漉くことに成功している。
高野製紙場では、勧業博覧会などにも積極的に出品して、技術改良にも熱心に取り組み、明治40年（1907年）抄紙機で襖紙の製造を開始し、明治42年（1909年）には、二重・三重の漉き掛けをこなす抄紙機も開発している。
越前での大判の襖紙の製造が増えるにつれて、皺紋加工や漉き模様加工の技術が改良され、襖紙の有数の産地となっていく。
明治30年（1897年）ころには襖判鳥の子紙に、墨流し加工して、輸出までしている。さらに明治43年（1910年）には、ロンドンで開催された日英博覧会には、水玉紙・雲華紙・漉込紙等が出品されて高い評価を受けている。
大正7年（1918年）の『越前製紙案内』によると、前年の越前和紙の生産額は、襖紙が半紙・光沢紙・奉書紙に次ぐ四位の生産高を記録するほどに重要な位置を占めている。
越前の名紙匠と讃えられている岩野製紙の岩野平三郎が、大正期から昭和期にかけて考案した美術紙にはさまざまの技法が用いられ、その多くが襖判鳥の子紙の装飾加工にも応用されている。昭和9年（1934年）頃に発行された越前襖紙の見本帳には、有馬紙。東風紙・すみれ紙・飛雲紙・飛龍紙・七夕紙・野分紙そのほか大正水玉紙・霜降紙・大麗紙・大典紙・金潜紙・銀潜紙・落花紙などの多彩な紙名が見えるが、このなかの主要なものは、岩野平三郎が考案したものである。
越前美術紙には、伝統的な打雲などの雲掛け、皺紋入れ、漉き込み、漉き掛け、漉き合わせ、揉み、楮（こうぞ）黒皮入れ、金銀線入れ、布目入れ、落水と水流しなど複雑で多様な技法が巧みに利用されている。このような伝統と巧みな技術開発により、襖紙産地としての名声を高め、太平洋戦争後の復興需要で、生産量が飛躍的に拡大し、機械抄紙機の普及にともなって、現在に至るまで襖紙の主流を占めている。

### 本鳥の子
現在、手漉き紙と機械漉き紙を区別するため手漉き紙を「本鳥の子」、機械漉き紙を「鳥の子」という。さらに、紙料によって、雁皮だけで漉いたものを特号紙といい、雁皮と三椏の混合を一号、純三椏を二号、三椏と木材パルプを三号、マニラ麻とパルプで漉いたものを四号と区別している。さらにすべて手漉きで、漉き込み模様を付けたものを、「本鳥の子漉き模様紙」という。下地になる和紙の層と漉き込み模様を施す表の層（上掛け）の二層構造になっている。漉き込み模様の表の層は、主として三椏や楮などの紙料で、流し込みなどのさまざまな技法で模様がつくられる。
また、楮の黒皮（外皮）を漉き込み独特の風合いを付けた滓紙（嘉寿紙）や、塵・筋を漉き込んだ筋紙も昔から好まれている。
伝統的な手漉き越前和紙の「本鳥の子」は、高級襖紙の代名詞であり時間が経つほどに鳥の子の肌は独特の風合いを保ち、むしろ新しいものよりも上品な肌合いになる。手漉きの本鳥の子紙は、現在では非常に高価なため生産量も少い。

### 機械漉き鳥の子
現在では、量産可能な機械漉きの「鳥の子」が主流を占めている。機械漉きの鳥の子でも、紙料は本鳥の子と同様の靱皮（じんぴ）繊維の楮や三椏を使ったものからパルプを使ったものまで品質もさまざまである。上質なものは、手漉きの風合いをつくりだすために、抄紙機を非常に緩慢な速度で動かし、繊維の絡みを十分に行うように漉くため、紙の肌合いが手漉きに近いものができ、その紙質の繊維の均質さから、用途によっては手漉きの本鳥の子よりも好まれることも多い。漉き染めした色鳥の子は色数も豊富で、一般に流通している高級な鳥の子の代表としてさまざまな住宅に使用されている。また下地の層になる和紙を前述のような抄紙械で漉き、上の層（上掛け）の模様を手漉きと同様な技法でつける、鳥の子漉き模様紙もある。下地の層を抄紙機で漉く分、純手漉きに比べると価格は安くなるが、漉き込み模様は手漉きのために柔らかな表現ができ、伝統的なさまざまの技法を用いた多彩な表現ができる。上質な鳥の子ほど紙の性質は強く、施工に際しては下地骨や下貼りに十分な配慮が必要になる。表面紙にあった本格的な、下地骨と丁寧な下張りが要求される。代表的な下貼りは、
1. 骨縛り
2. 打ち付け貼り
3. 蓑貼り（2 - 3回）
4. べた貼り
5. 袋貼り（2回）
6. 清貼り（上貼りにより行う）

と行い、高級な仕上げでは十遍貼りを行う。このような丁寧につくられた和襖は、ゆうに100年を越える使用に耐える。

### 新鳥の子
このほかにも、全て機械漉きの量産されているものに、「上新鳥の子」と「新鳥の子」がある。「上新鳥の子」は、鳥の子の普及品で、全て機械漉きのため比較的価格が安く均質なため、一般住宅に用いられている。鳥の子の肌合いを活かした無地、機械による漉き模様、後加工による模様付けなど、和紙ふすま紙のなかでは最も種類が多い。
「新鳥の子」は、現在襖紙の中では最も廉価な製品で、パルプと古紙を原料とし、製紙から模様絵付けまで一貫して機械生産されている。製紙方法も殆ど洋紙と同じような方法で生産され、非常な高速で抄紙される。抄紙機械は、特殊な二層漉き合わせ機械を用い、表面の模様絵付けも、高速の輪転印刷機で行い、紙の風合いをつくるために、エンボス機を通して紙に小さな皺紋状の凹凸を付けている。現在最も工業的に量産されている製品で、公団住宅や賃貸住宅をはじめとして一般住宅に大量に使用されている。近年の家庭用の糊付きふすま紙も殆どはこの「新鳥の子」を使用している。

## 名塩鳥の子

### 名塩鳥の子紙の起源
摂津の名塩（兵庫県西宮市塩瀬町名塩（なじお））は、鳥の子紙の名産地として知られている。
名塩鳥の子の名の初出は『毛吹草』寛永15年（1638年）篇で「名塩鳥子  有馬引物  湯ノ山引共云、宜シ」とあり、諸国より入湯者の参集する有馬温泉の土産として、名塩の半切り・鳥の子色紙が売られていたことが記されている。『摂州名所記』承応4年（1655年）篇には「名塩、鳥の子紙、昔よりすき出す所也、越前にもおとらさる程にすく、或いは色々 紙有り」とあり、同書が書かれた承応年間（1652年 - 1654年）より以前の17世紀前半には、名塩で紙業が発展していたことが分かる。『絵入有馬名所記』寛文12年（1672年）刊には「名塩紙　鳥の子を始めて五つの色紙・雲紙までもすき出す事、越前につきてハ世にかくれなき名塩なるべし」とある。
名塩において、鳥の子をはじめ五つの色の色紙、雲紙までも漉かれていることは、越前についで世に知られている。その紙の起こりは越前であろうと記している。名塩の紙の始まりを越前と記しているのは、名塩紙に関する文献としては同書が初出である。名塩鳥の子紙の起源について、丹波を経てここに布教した蓮如上人が、文明7年（1475年）に教行寺を開いてその子の蓮芸に守らせたが、そのころ紙漉きの技術を伝えたという説がある。渡辺久雄著『忘れられた日本史』の「紙祖の発掘」の章で、「紙漉東山弥右衛門（やえもん）」は越前岩本村（福井県今立町岩本）の成願寺の過去帳から、慶長3年（1598年）岩本村から出奔した弥右衛門（やえもん）ではないかと推測している。越前鳥の子の名産地の岩本村で、紙漉きの技術者が何らかの事情で村を出て、紙漉きの名塩に辿り着き、泥間似合紙を工夫開発したものと言われている。この他にも諸説あるが、いずれも越前で紙漉きの技術を習得して、名塩で紙漉きをはじめたという説である。
地元では名塩紙業の始祖として東山弥右衛門が定着しており、安政2年（1855年）に、漉屋仲間がその徳を讃えて建てた紙職元祖碑がある。紙職元祖碑の裏面の碑文の要約は、「名塩紙業が起こってより長い年月が経っている。この製紙を伝えた祖は、弥右衛門である。しかしながら、それがいつ頃であったか分かない。ただ弥右衛門の子孫の釈浄（戒名）が、天明9年10月12日に没して、弥右衛門を祀る者が絶えてしまった。誠に哀しいことである。名塩の地の数百戸の家ゝは、農・工・商家といえども弥右衛門の恩恵を受けていない者はない。だから今ここに、製紙業者が相談してこの碑を建てた。今後其の恩に報いる者は、弥右衛門の子孫の没した日を、その始まりの日としてほしい。これによって弥右衛門の徳を追慕する。」とある。
明治16年(1883年)、明治政府から弥右衛門は追賞されている。その追賞授与証が残っている。（西宮市塩瀬支所蔵）
```
「 追賞授与証
兵庫県摂津国有馬郡名塩村 故　　東山　弥右衛門

文明年間居村ニ耕地ノ乏シキヲ患ヒ民ニ製紙ノ業ヲ授ケ遂ニ一方物ヲ成ス  後生（き）
其沢ヲ蒙ル者少カラス因テ之ヲ追賞ス

明治十六年十一月八日        農商務卿正四位勲一等  西郷従道」

```

これは当時の名塩村戸長役場よりの上申に基づき、功労者として授与されたものと思われる。この授与証により、当時の名塩紙の名声と当時の紙業の隆盛がくみ取れる。
東山弥右衛門に関する悲劇的な伝承が名塩教行寺文書にある。（中山秀静「名塩紙」）
「何時の頃にや、東山弥右衛門といへる仁あり、若くして越前に至り、さる製紙家の婿養子となって製紙の法を拾得す。習い得て後、妻子を置き去りて郷里名塩に帰る。これより名塩の地に紙をだす。然るに妻女、弥右衛門の跡を慕ひて来たりしに、里人之を追うて村に入れず。妻女その無情を恨み「村に癩（らい）者絶やさず」と呪い言して死す。」
越前に残された妻は、弥右衛門を慕ってはるばる名塩を訪れてきたが、村人たちは弥右衛門に今去られては、せっかく始まった紙業が崩れてしまうのを恐れて妻を村に入れなかった。妻は村人達の無情を恨み、呪い言葉を残して、川に身を投げて死んだと言うのである。この悲劇的伝承は、昭和44年（1969年）に水上勉によって「名塩川」という題名で小説化されて大好評を博した。NHKからも義太夫で放送されて、また京都の「都おどり」、および宝塚歌劇団（昭和51年（1976年）題名「紙すき恋歌」）でも上演されている。小説であり、史実と異なる。名塩鳥の子の始祖としての弥右衛門に関しての伝承は他にもあるが、史実としては以下の説が最も説得性がある。
名塩の源照寺の永大経奉納木札や源照寺文書によって、安永・天明のころに弥右衛門が名塩にいたことは確かである。そしてそれ以前に名塩に弥右衛門に関する史料が一切見あたらない。
名塩に弥右衛門が現れる安永年間以前に、越前五郷（岡本五箇ともいう）の岩本村に弥右衛門家、と大滝村にも弥右衛門家があった。安永年間より前の宝暦・明和年間（1751年 - 1771年）は、越前五郷地方は天候不順がつづき、大雨による洪水や日照り続きの干ばつによって農産物は大凶作となった。農産物の大凶作とともに製紙原料の楮（こうぞ）や雁皮（がんび）などの自生植物も採取が困難となり、特に鳥の子に用いる雁皮は栽培が不可能で、製紙業も原料入手難から困窮を極めた。
このため高持ち百姓のうちには田畑を手放して水呑み百姓に転落するものが続出した。その転落者のなかに、岩本の弥右衛門家か大滝村の弥右衛門家がいたと思われる。そのなかに没落に耐えきれず村落ちして、縁故をたどって同業の名塩の地へ移った者がいたと考えられる。越前五郷には真宗派の寺院があり、名塩の源照寺なども真宗派であった。結束の強い真宗門徒の接触があり、縁故かつてがあったとも考えられる。
名塩でも弥右衛門を名乗り、優れた越前の鳥の子の製紙技術を指導し、さらに改良や普及に尽力して、その業績を高く評価されて名塩鳥の子の始祖と讃えられるようになったと思われる。

### 名塩鳥の子の特質
名塩紙の特徴の一つは、往古から現在も「留め漉き」で漉き立てている。留め漉きは、奈良時代の紙漉きの伝来以来の古代の製紙法が原型であり、古い歴史を有している。
留め漉きの特徴は、紙を漉き上げたのち、漉き桁を「スラシ板」にもたせかけ、生紙に残っている水を垂らしつつ、繊維の密着を図る方法である。これに対して、ほとんどの和紙生産地は、平安時代の官立の紙漉き場の紙屋院で確立された「流し漉き」を用いている。紙を漉くとき、透き舟の前に立って透き舟より紙料を掬い、紙料が漉き桁の竹簀の全面にいきわたるように数回揺り動かす。ここまでは留め漉きも流し漉きも同様である。流し漉きの場合は、簀の上に生紙が形成されると、漉き桁を手元の方へ傾けつつ水を流し、さらに漉き桁を左に傾けて勢いよく残り水を跳ね上げる。これを「捨て水」といい、この操作によって塵やそのたの不純物が除かれる。この捨て水こそが「流し漉き」の特徴であり、紙料に添加する粘材のトロロアオイの強力な速効性によって可能となっている。また流し漉きの操作には、慎重で細心の注意が必要となる。操作如何によっては、紙面に多くのムラや厚薄を生じやすい。こうしたことから、多くの紙漉き産地では繊細な女子の手によって漉かれ、これがいわゆる「紙漉き女」である。名塩紙のもう一つの特質は、「泥入り」にある。
その泥入りは、一部の和紙のように単に着色のために、白土を混入するのではなく、混入する土を雁皮繊維の間に漉き入れて密着固定させている。名塩紙の漉き方は、漉き桁を流し漉きのように前後を中心に揺り動かすだけでなく、さらに左右や斜めにあらゆる角度にも揺する操作をおこなう。このため漉き桁を動かす労力は流し漉きに比較して非常に大きく、女子では負担が過重なので男子によって漉かれている。漉き入れる泥土は、名塩（西宮）の特産の遊離性をもつ火山灰や火山砂で構成されている凝灰岩であり、漉き上げたのち一時、簀の上の生紙を「スラシ板」にもたせかけて静止しておかなければ泥土が繊維に密着しない。このために粘材の「ネリ」も、速効性をもつトロロアオイを用いず、反応のゆるやかなノリウツギを用いる。
名塩鳥の子の漉き方は、泥入り鳥の子であるために、留め漉きを特徴としている。そして、名塩特産の泥入り鳥の子であることが大きな特質であり、全国にその名が知れて、特質を活かした泥間似合紙として襖、屏風、衝立などに用いられ、さらには藩札や手形用紙、箔打ち用紙、薬袋紙などさまざまに用いられた。
『西宮市史』によると、名塩製紙の種類を鳥の子類、半切り類、雑紙類の三つに分けて記している。鳥の子類には、間似合紙、色間似合紙、屏風紙、雲屏風紙、鳥の子紙、五色鳥の子紙、雲鳥の子紙、広鳥の子、土入り鳥の子紙などがある。半切り類には、名塩半切り紙、雑紙類には、名塩松葉紙、浅黄紙、柿紙、水玉紙、薬袋紙、油紙などがある。名塩の長所の一つは、長期保存に耐えることである。
紙はすべて乾湿に対する抵抗力が弱い。室内に張られている襖や障子も湿度が高くなると湿気を吸収し、乾燥すると水分を発散させている。これを繰り返していると、絡み合っている繊維がもどけて紙の組織が崩壊していく。安価な障子紙などは、一年もすると黒ずんで破れやすくなるのはそのためである。ところが名塩紙の場合は、泥土が混入されているために、湿気は泥土が吸収し、これを発散させるために、繊維に対する影響が少なく、耐久性に優れている。また、シミ（紙虫）に強いのは、雁皮の繊維の間を泥土の微粒子が固着して、紙虫の進入を防いでいるからである。このことは、名塩鳥の子の紙質が一段ときめ細やかになるもとになっている。

### 泥間似合紙（どろまにあいし／どろまにあいがみ）
名塩は鳥の子で知られているが、近世に高級な襖紙として重宝された泥間似合紙の産地としても有名になった。「名塩鳥の子紙」の銘柄が、上方の取引市場に出るのは寛永15年（1638年）からといわれ、近世初期には名塩鳥の子の名で上方市場の有力商品となっていた。岡田渓誌著『摂陽群談』（元禄14年（1701年）刊）には、
「名塩鳥の子土、同所にあり。この土を設け鳥の子紙に漉き交え美を能くす」とある。
紙に漉き入れする泥土は、名塩の山麓や段丘に神戸層群第二凝灰岩と呼ぶ地層があり、所々に露出している。
凝灰岩は、火山灰火山砂などが堆積してできた岩石であり、石質は非常にもろく、容易に発掘でき、白・青・黄・渋茶などの色目をしている。これらの名塩鳥の子土（泥土）には、東久保土（白色）、天子土（卵色）、カブタ土（青色）、蛇豆土 （茶褐色）などの名があり、一種または二種を混合して漉きあげ、五色鳥の子、染め鳥の子などとも呼ばれた。
これらの名塩特産の泥土を門外不出として守った。名塩の泥土を紙に漉き込むには、まず粉砕して土壺と呼ぶ約40センチメートル四方の穴に入れ、水を加えて土こね棒でこねて泥状にし、さらに微粒子になるまで徹底的にすりつぶす。微粒子にすりつぶした泥土を、大きな樽に入れて水を加えて一時間程攪拌して一昼夜放置する。すると樽の中に極小の微粒子だけが浮遊しており、微粒子の少ないうわ水を捨て、底に沈殿している微粒子のカスを残し、その昼間の微粒子の含有の多い水を掬って別の大きな容器に移して、沈殿を防ぎ雁皮などの繊維への密着凝固を助けるために苦汁を加える。このようにして、水に浮遊している微粒子状の名塩土を、紙料に混入して紙を漉く。泥土を混入して着色すると、虫害に強く紙の隠蔽性が向上するとともに、日焼けせず長期間の保存に耐える耐候性が向上し、紙の肌がきめ細かくしっとりとした風合いがでる。欠点としては、泥土の混入が多い紙は柔軟で破れやすく、他の紙に比べて目方が重く、さらに墨で文字を書くと滲（にじ）むなどといわれている。これらの短所は、泥土の混入の比率の多い下張り用の間似合紙のことであり、混入比率の少ない高級間似合紙や鳥の子紙になると、欠点が少なくなり、色紙や短冊、書簡用半切り紙、書写用経紙、藩札などに用いられた。
名塩の青色の泥間似合紙は「箔下間似合」といって、金箔を押す下地に使用すると、金箔の皺がよらず金色が冴えるため、箔打ち紙として使用された。金箔打紙には東久保土、銀箔打紙には 蛇豆土を混入した。さらに青色の泥間似合紙は、隠蔽性の良さと日焼けしにくい特性から、襖用の間似合鳥の子紙として使用され、上方市場に近いことから発展した。
間似合紙は、半間（三尺、約90センチメートル）の間尺に合う紙の意で、普通は襖障子を貼るのに用いられる。横幅は三尺一寸ないし三尺三寸で、標準的な杉原紙や美濃紙の横幅の倍ほどもあり、縦幅は一尺二寸ないし一尺三寸である。それまでの唐紙は横幅一尺六寸、縦幅は一尺九分が標準で、襖障子を貼るのに十二枚必要であった。間似合紙は五枚ないし六枚で足り、間似合唐紙とか間似合鳥の子ともいわれた。

## 利用
かつては日本政府が作成する公文書に使われる各種の用紙（内閣用罫紙、枢密院用罫紙）に用いられており、大日本帝国憲法の原本も鳥の子紙に書かれている。